# Steganiodes mesophaea
Steganiodes mesophaea là một loài bướm đêm trong họ Noctuidae.